# Fruits Zipper
Fruits Zipper (jap. フルーツジッパー zapis stylizowany FRUITS ZIPPER) – japońska grupa idolek stworzona w ramach projektu „KAWAII LAB.”, uruchomionego przez ASOBISYSTEM w 2022 roku. Producentem grupy jest Misa Kimura (była liderka Musubizm), która jest również producentem generalnym projektu „KAWAII LAB.”. Zarówno grupa, jak i jej fani są znani jako Furuppa (ふるっぱー).
Grupa ma na celu przekazanie światu kultury idoli. Zgodnie z koncepcją „Od Harajuku do świata” przekazują „NOWE KAWAII” z miasta mody Harajuku.

## Nazwa
Nazwa grupy to połączenie słów FRUIT, oznaczającego „wydając owoce” i ZIP, oznaczającego „dodający energii”.
Nazwa grupy odzwierciedla ich pragnienie: „Chcemy rozwijać się poprzez działalność jako idole i wydawać owoce z niedojrzałych nasion” oraz „Chcemy być grupą, która daje energię światu”.

## Historia

### 2022: Debiut, popularność Watashi no Ichiban Kawaiitokoro i zagraniczny występ
14 lutego wystartował projekt „KAWAII LAB.”, a 22 lutego ujawniono członkinie grupy.
W kwietniu pierwszy fizyczny singel „Watashi no Ichiban Kawaiitokoro” (わたしの一番かわいいところ) stał się bardzo popularny, zwłaszcza na TikToku (obecnie przekracza 900 milionów wyświetleń). 24 kwietnia w Ebisu CreAto odbył się ich pierwszy występ.
W dniach 21-23 października odbył się pierwszy zagraniczny występ grupy. Wystąpiły na „Thai-Japan Iconic Music Fest 2022” w Bangkoku w Tajlandii.
31 grudnia wzięły udział w imprezie sylwestrowej „台南好YOUNG耶誕跨年” w Tainan na Tajwanie. Dziewczyny wystąpiły przed łącznie około 100 000 osób podczas wydarzenia i dystrybucji.

### 2023: Pierwsza trasa koncertowa i nagroda Japan Record Awards

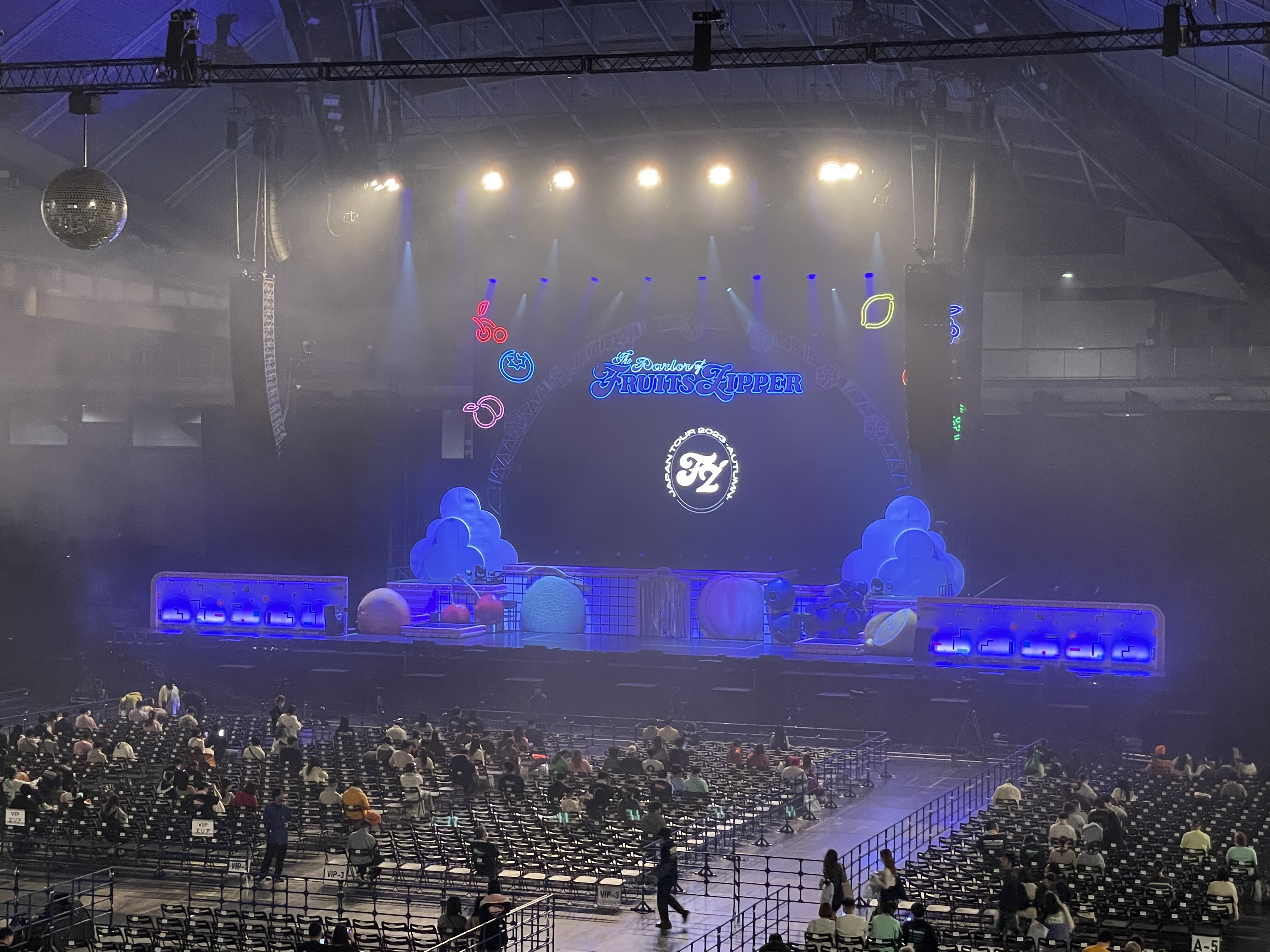
Zdjęcie zrobione przed koncertem w Tokyo Metropolitan Gymnasium 28 października 2023

W dniach 3-12 lutego FRUITS ZIPPER odbyły swoją pierwszą trasę koncertową „FRUITS ZIPPER 1st LIVE TOUR 2023 -WINTER- ♡BE AT THE HEART♡” w Tokio, Nagoi i Osace.
5 kwietnia w Tajpej odbył się ich pierwszy solowy występ za granicą „FRUITS ZIPPER-Live in Taiwan 2023-”.
Podczas finału krajowej trasy koncertowej w Tokyo Metropolitan Gymnasium 28 października ogłoszono, że solowy koncert FRUITS ZIPPER odbędzie się w Nippon Budōkan 18 maja 2024 roku z okazji drugiej rocznicy powstania grupy.
30 grudnia dziewczyny zdobyły nagrodę dla najlepszego debiutanta podczas gali Japan Record Awards. 31 grudnia po raz pierwszy wystąpiły w programie sylwestrowym telewizji Abema „Momoiro Uta Gassen”.

### 2024: Pierwszy album grupy

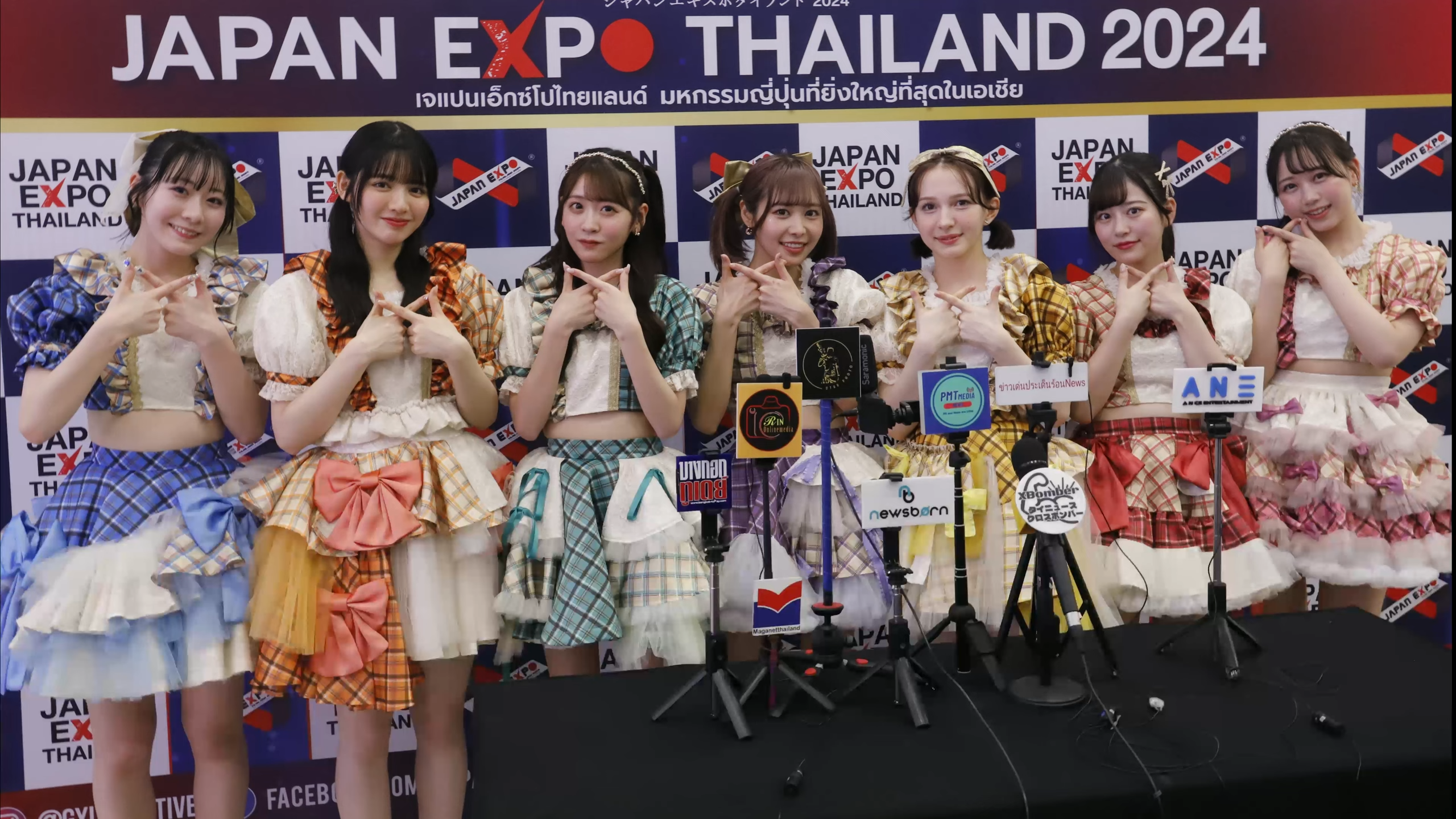
FRUITS ZIPPER podczas wywiadu na „JAPAN EXPO THAILAND 2024”

Grupa wystąpiła na targach „JAPAN EXPO THAILAND 2024”, które odbyły się w Bangkoku w Tajlandii w dniach 2-4 lutego
Pierwszy album CD grupy „NEW KAWAII” ukaże się 10 kwietnia w czterech wersjach.
18 i 19 maja grupa będzie świętowała swoją drugą rocznicę dwudniowym koncertem w Nippon Budōkan. Pierwszego dnia koncertu ogłoszono tournée obejmujące 13 występów w 12 miastach.
18 września ukazał się ich drugi fizyczny singel „NEW KAWAII / Fruits Basket” (NEW KAWAII / フルーツバスケット).
30 grudnia grupa wzięła udział w 66. ceremonii Japan Record Awards i pojawiła się na żywo na antenie, odbierając nagrodę za wybitną pracę (piosenki roku) dla „NEW KAWAII”.

### 2025: Pierwsze miejsce grupy w zestawieniu Oricon i Billboard Japan Hot 100
20 maja singel „Kawaiitte Magic” (KawaiiってMagic) osiągnął szczyt w cotygodniowym zestawieniu singli Oricon, a następnie zadebiutował na pierwszym miejscu notowania Billboard Japan Hot 100.

## Członkinie
| Wizerunek | Imię i nazwisko | Imię i nazwisko | Data urodzenia       | Miejsce urodzenia             | Narodowość | Reprezentatywny kolor | Uwagi | Przy.                              |
|           | Amane Tsukiashi | 月足 天音       | 26 października 1999 | Yanagawa, prefektura Fukuoka  | Japonia    | czerwony              | Była członkini HKT48 | [ 25 ]                             |
|           | Suzuka Chinzei  | 鎮西 寿々歌     | 24 listopada 1998    | Nishinomiya, prefektura Hyōgo | Japonia    | pomarańczowy          | Od 2009 do 2012 roku występowała w programie „Tensai Terebi-Kun MAX” w telewizji NHK Educational TV                            | [ 26 ]                             |
|           | Yui Sakurai     | 櫻井 優衣       | 21 lutego 2000       | Tokio                         | Japonia    | miętowo-zielony       | Była członkini Pink Babies, MyDearDarlin', BlooDye i momograci, jest także półfinalistką „Miss iD2017”                         | [ 27 ] [ 28 ] [ 29 ] [ 30 ] [ 31 ] |
|           | Luna Nakagawa   | 仲川 瑠夏       | 3 lipca 1997         | prefektura Kanagawa           | Japonia    | lawendowy             | Była członkini Tokyo Viral, iwi i Kuusou to Mousou to Kimi no Koi Shita Sekai występowała w nich jako Luna Nakatani (仲谷瑠夏) | [ 32 ] [ 33 ] [ 34 ]               |
|           | Mana Manaka     | 真中 まな       | 22 kwietnia 1999     | prefektura Kanagawa           | Japonia    | jasnoniebieski        | |                                    |
|           | Karen Matsumoto | 松本 かれん     | 28 marca 2002        | prefektura Chiba              | Japonia    | dziecięcy róż         | |                                    |
|           | Noel Hayase     | 早瀬 ノエル     | 29 grudnia 2003      | Monachium, Bawaria            | Niemcy     | żółty                 | |                                    |

## Dyskografia

### Cyfrowy singel
| #  | Data wydania         | Tytuł                                                                                               | Utwory | Uwagi                                                  |
| -- | -------------------- | --------------------------------------------------------------------------------------------------- | --- | ------------------------------------------------------ |
| 1  | 10 kwietnia 2022     | 君の明るい未来を追いかけて (Kimi no Akarui Mirai o Oikakete)                                        | 1. 君の明るい未来を追いかけて 2. 君の明るい未来を追いかけて (instrumental)                                         |                                                        |
| 2  | 29 kwietnia 2022     | わたしの一番かわいいところ (Watashi no Ichiban Kawaiitokoro)                                        | 1. わたしの一番かわいいところ 2. わたしの一番かわいいところ (instrumental)                                         |                                                        |
| 3  | 20 maja 2022         | 完璧主義で☆ (Kanpeki Shugi de☆)                                                                     | 1. 完璧主義で☆ 2. 完璧主義で☆ (instrumental)                                                                       |                                                        |
| 4  | 29 lipca 2022        | RADIO GALAXY                                                                                        | 1. RADIO GALAXY 2. RADIO GALAXY (instrumental)                                                                     |                                                        |
| 5  | 12 sierpnia 2022     | skyfeelan                                                                                           | 1. skyfeelan 2. skyfeelan (instrumental)                                                                           |                                                        |
| 6  | 19 sierpnia 2022     | ふれふるサマー！ (Fre-Fru Summer!)                                                                  | 1. ふれふるサマー！ 2. ふれふるサマー！ (instrumental)                                                             |                                                        |
| 7  | 2 września 2022      | We are Frontier                                                                                     | 1. We are Frontier 2. We are Frontier (Instrumental)                                                               |                                                        |
| 8  | 9 września 2022      | Re→TRY & FLY                                                                                        | 1. Re→TRY & FLY 2. Re→TRY & FLY (Instrumental)                                                                     |                                                        |
| 9  | 11 listopada 2022    | 世界はキミからはじまる (Sekai wa Kimi kara Hajimaru)                                                | 1. 世界はキミからはじまる 2. 世界はキミからはじまる (Instrumental)                                                 | Piosenka przewodnia dramy „Link!”                      |
| 10 | 1 lutego 2023        | ハピチョコ (Happy Chocolate)                                                                        | 1. ハピチョコ 2. ハピチョコ (Instrumental)                                                                         |                                                        |
| 11 | 4 maja 2023          | 超めでたいソング〜こんなに幸せでいいのかな？〜 (Chou Medetai Song ～Konnani Shiawasede Iinokana?～) | 1. 超めでたいソング〜こんなに幸せでいいのかな？〜 2. 超めでたいソング〜こんなに幸せでいいのかな？〜 (Instrumental) | Piosenka końcowa „HareBare TimonD” w październiku 2023 |
| 12 | 4 sierpnia 2023      | ぴゅあいんざわーるど (Pure in the World)                                                            | 1. ぴゅあいんざわーるど 2. ぴゅあいんざわーるど (Instrumental)                                                     |                                                        |
| 13 | 4 października 2023  | CO-個性 (CO-Kosei)                                                                                  | 1. CO-個性 2. CO-個性 (Instrumental)                                                                               |                                                        |
| 14 | 29 października 2023 | キミコイ (Kimikoi)                                                                                  | 1. キミコイ 2. キミコイ (Instrumental)                                                                             |                                                        |
| 15 | 22 marca 2024        | NEW KAWAII                                                                                          | 1. NEW KAWAII |                                                        |
| 16 | 10 kwietnia 2024     | Overture ～NEW KAWAII～                                                                             | 1. Overture ～NEW KAWAII～                                                                                         |                                                        |
| 17 | 10 kwietnia 2024     | うぇるかむとぅ～ざ♡ふるっぱー！                                                                     | 1. うぇるかむとぅ～ざ♡ふるっぱー！                                                                                 |                                                        |
| 18 | 10 kwietnia 2024     | Going!                                                                                              | 1. Going! |                                                        |
| 19 | 10 kwietnia 2024     | ハートのローラーコースター                                                                          | 1. ハートのローラーコースター                                                                                      |                                                        |
| 20 | 10 kwietnia 2024     | ずっと、ずっと、ずっと！                                                                            | 1. ずっと、ずっと、ずっと！                                                                                        |                                                        |
| 21 | 10 kwietnia 2024     | BABY I LOVED                                                                                        | 1. BABY I LOVED |                                                        |
| 22 | 18 września 2024     | フルーツバスケット                                                                                  | 1. フルーツバスケット                                                                                              |                                                        |
| 23 | 18 września 2024     | スターライト・ヴァルキリー                                                                          | 1. スターライト・ヴァルキリー                                                                                      |                                                        |
| 24 | 18 września 2024     | 虹                                                                                                  | 1. 虹 |                                                        |
| 25 | 17 stycznia 2025     | かがみ                                                                                              | 1. かがみ 2. かがみ (Instrumental)                                                                                 |                                                        |
| 26 | 12 luty 2025         | 好き、お願い                                                                                        | 1. 好き、お願い 2. 好き、お願い (Instrumental)                                                                     |                                                        |
| 27 | 5 marca 2025         | Sugarless GiRL                                                                                      | 1. Sugarless GiRL                                                                                                  | Cover utworu zespołu Capsule                           |
| 28 | 19 marca 2025        | KawaiiってMagic                                                                                     | 1. KawaiiってMagic                                                                                                 |                                                        |
| 29 | 3 czerwca 2025       | さん                                                                                                | 1. さん 2. さん (Instrumental)                                                                                     |                                                        |

### Singel
| # | Tytuł                                                        | Utwory | Informacje                                                                        | Uwagi |
| - | ------------------------------------------------------------ | --- | --------------------------------------------------------------------------------- | --- |
| 1 | わたしの一番かわいいところ (Watashi no Ichiban Kawaiitokoro) | Lista utworów - Edycja limitowana 1. わたしの一番かわいいところ (Watashi no Ichiban Kawaiitokoro) 2. ぴゅあいんざわーるど (Pure in the world) 3. ずっと、ずっと、ずっと！ (Zutto, Zutto, Zutto!) 4. 超めでたいソング〜こんなに幸せでいいのかな？〜 (Chou Medetai Song ～Konnani Shiawasede Iinokana?～) - Edycja zwykła 1. わたしの一番かわいいところ (Watashi no Ichiban Kawaiitokoro) 2. ぴゅあいんざわーるど (Pure in the world) 3. 超めでたいソング〜こんなに幸せでいいのかな？〜 (Chou Medetai Song ～Konnani Shiawasede Iinokana?～) 4. わたしの一番かわいいところ (instrumental) (Watashi no Ichiban Kawaiitokoro (instrumental)) 5. ぴゅあいんざわーるど (instrumental) (Pure in the world (instrumental)) 6. 超めでたいソング〜こんなに幸せでいいのかな？〜 (instrumental) (Chou Medetai Song ～Konnani Shiawasede Iinokana?～ (instrumental)) - Edycja z członkiniami Suzuka Chinzei 1. わたしの一番かわいいところ (Watashi no Ichiban Kawaiitokoro) 2. ぴゅあいんざわーるど (Pure in the world) 3. skyfeelan 4. 超めでたいソング〜こんなに幸せでいいのかな？〜 (Chou Medetai Song ～Konnani Shiawasede Iinokana?～) - Edycja z członkiniami Luna Nakagawa 1. わたしの一番かわいいところ (Watashi no Ichiban Kawaiitokoro) 2. ぴゅあいんざわーるど (Pure in the world) 3. 完璧主義で☆ (Kanpeki Shugi de☆) 4. 超めでたいソング〜こんなに幸せでいいのかな？〜 (Chou Medetai Song ～Konnani Shiawasede Iinokana?～) - Edycja z członkiniami Amane Tsukiashi 1. わたしの一番かわいいところ (Watashi no Ichiban Kawaiitokoro) 2. ぴゅあいんざわーるど (Pure in the world) 3. Re→TRY & FLY 4. 超めでたいソング〜こんなに幸せでいいのかな？〜 (Chou Medetai Song ～Konnani Shiawasede Iinokana?～) - Edycja z członkiniami Karen Matsumoto 1. わたしの一番かわいいところ (Watashi no Ichiban Kawaiitokoro) 2. ぴゅあいんざわーるど (Pure in the world) 3. ハピチョコ (Happy Chocolate) 4. 超めでたいソング〜こんなに幸せでいいのかな？〜 (Chou Medetai Song ～Konnani Shiawasede Iinokana?～) - Edycja z członkiniami Noel Hayase 1. わたしの一番かわいいところ (Watashi no Ichiban Kawaiitokoro) 2. ぴゅあいんざわーるど (Pure in the world) 3. RADIO GALAXY 4. 超めでたいソング〜こんなに幸せでいいのかな？〜 (Chou Medetai Song ～Konnani Shiawasede Iinokana?～) - Edycja z członkiniami Yui Sakurai 1. わたしの一番かわいいところ (Watashi no Ichiban Kawaiitokoro) 2. ぴゅあいんざわーるど (Pure in the world) 3. 世界はキミからはじまる (Sekai wa Kimi kara Hajimaru) 4. 超めでたいソング〜こんなに幸せでいいのかな？〜 (Chou Medetai Song ～Konnani Shiawasede Iinokana?～) - Edycja z członkiniami Mana Manaka 1. わたしの一番かわいいところ (Watashi no Ichiban Kawaiitokoro) 2. ぴゅあいんざわーるど (Pure in the world) 3. ふれふるサマー！ (Fre-Fru Summer!) 4. 超めでたいソング〜こんなに幸せでいいのかな？〜 (Chou Medetai Song ～Konnani Shiawasede Iinokana?～) | - Wydany: 13 września 2023 - Dystrybucja: Universal Sigma / Universal Music Japan | * Edycja limitowana – znalazł się na niej niepublikowany wcześniej utwór ずっと、ずっと、ずっと！ (Zutto, Zutto, Zutto!) * Edycja z członkiniami – trzeci utwór różnił się w zależności od poszczególnych członkiń                                                            |
| 2 | NEW KAWAII / フルーツバスケット (NEW KAWAII / Fruits Basket) | Lista utworów - Edycja limitowana 1. NEW KAWAII 2. フルーツバスケット (Fruits Basket) 3. スターライト・ヴァルキリー (Starlight Valkyrie) 4. 虹 (Niji) - Edycja zwykła 1. NEW KAWAII 2. フルーツバスケット (Fruits Basket) 3. スターライト・ヴァルキリー (Starlight Valkyrie) - Edycja z członkiniami Suzuka Chinzei 1. NEW KAWAII 2. フルーツバスケット (Fruits Basket) 3. ぱーすとめいみー (Past Meimii) (solo) 4. 天真爛漫 (Tenshinranman) (Suzuka, Yui, Mana) - Edycja z członkiniami Luna Nakagawa 1. NEW KAWAII 2. フルーツバスケット (Fruits Basket) 3. Chill out (solo) 4. Bye-Bye (Luna, Noel) - Edycja z członkiniami Amane Tsukiashi 1. NEW KAWAII 2. フルーツバスケット (Fruits Basket) 3. 月の音 (Tsuki no Oto) (solo) 4. ぴんきーれっど！ (Pinky Red!) (Amane, Karen) - Edycja z członkiniami Karen Matsumoto 1. NEW KAWAII 2. フルーツバスケット (Fruits Basket) 3. すーぱーかれんたいむ (Super Karen Time) (solo) 4. ぴんきーれっど！ (Pinky Red!) (Amane, Karen) - Edycja z członkiniami Noel Hayase 1. NEW KAWAII 2. フルーツバスケット (Fruits Basket) 3. 末っ子パラドックス (Suekko Paradox) (solo) 4. Bye-Bye (Luna, Noel) - Edycja z członkiniami Yui Sakurai 1. NEW KAWAII 2. フルーツバスケット (Fruits Basket) 3. Spotlight (solo) 4. 天真爛漫 (Tenshinranman) (Suzuka, Yui, Mana) - Edycja z członkiniami Mana Manaka 1. NEW KAWAII 2. フルーツバスケット (Fruits Basket) 3. マナカマナカマナ (Manakamanakamana) 4. 天真爛漫 (Tenshinranman) (Suzuka, Yui, Mana) | - Wydany: 18 września 2024 - Dystrybucja: ASOBIMUSIC                              | * Edycja limitowana – znalazły się na niej niepublikowane wcześniej utwóry フルーツバスケット (Fruits Basket), スターライト・ヴァルキリー (Starlight Valkyrie), 虹 (Niji) * Edycja z członkiniami – trzeci i czwarty utwór różnił się w zależności od poszczególnych członkiń |
| 3 | KawaiiってMagic (Kawaiitte Magic)                            | Lista utworów - Edycja limitowana 1. KawaiiってMagic (Kawaiitte Magic) 2. かがみ (Kagami) 3. Sugarless GiRL 4. 超めでたいソング〜こんなに幸せでいいのかな？〜 (Live from FRUITS ZIPPER 2nd ANNIVERSARY 超めでたいライブ～NEW KAWAII～) (ChouMedetai Song ~Konna ni Shiawase de Ii no kana?~ (Live from FRUITS ZIPPER 2nd ANNIVERSARY chomedetai live~NEW KAWAII~)) - Edycja zwykła 1. KawaiiってMagic (Kawaiitte Magic) 2. かがみ (Kagami) 3. 完璧主義で☆ (Live from FRUITS ZIPPER 2nd ANNIVERSARY 超めでたいライブ～NEW KAWAII～) (Kanpeki Syugide (Live from FRUITS ZIPPER 2nd ANNIVERSARY chomedetai live~NEW KAWAII~)) - Edycja Fruits Zipper 1. KawaiiってMagic (Kawaiitte Magic) 2. かがみ (Kagami) 3. # New Kawaii (Live from FRUITS ZIPPER 2nd ANNIVERSARY 超めでたいライブ～NEW KAWAII～) (New Kawaii (Live from FRUITS ZIPPER 2nd ANNIVERSARY chomedetai live~NEW KAWAII~)) | - Wydany: 14 maja 2025 - Dystrybucja: ASOBIMUSIC                                  | * Singel został wydany w trzech wersjach Edycja limitowana, Edycja zwykła i Edycja Fruits Zipper |

### Album
| # | Tytuł      | Utwory | Informacje                                           | Uwagi | Przy.         |
| - | ---------- | --- | ---------------------------------------------------- | --- | ------------- |
| 1 | NEW KAWAII | Lista utworów 1. Overture ～NEW KAWAII～ 2. うぇるかむとぅ～ざ・ふるっぱー (Welcome to the Furuppa!) 3. 君の明るい未来を追いかけて (Kimino Akaruimiraiwo Oikakete) 4. ハピチョコ (Happy Chocolate) 5. わたしの一番かわいいところ (Watashi no Ichiban Kawaiitokoro) 6. RADIO GALAXY 7. Going! 8. ハートのローラーコースター (Roller Coaster Heart) 9. CO-個性 (CO-Kosei) 10. NEW KAWAII 11. ぴゅあいんざわーるど (Pure in the world) 12. ふれふるサマー〜 (Fre-Fru Summer!) 13. ずっと、ずっと、ずっと！ (Zutto, Zutto, Zutto!) 14. キミコイ (Kimikoi (Dear you)) 15. BABY I LOVED 16. 超めでたいソング〜こんなに幸せでいいのかな？〜 (Chou Medetai Song ～Konnani Shiawasede Iinokana?～) - DVD Wydanie A: 特典映像『ライブダイジェスト＆インタビュー』 (Bonus Video – Concert digits and interviews Wydanie B: 特典映像『「FRUITS ZIPPER JAPAN TOUR 2023 -AUTUMN- The Parlor of FRUITS ZIPPER TOUR FINAL」前編』 (Bonus Video – FRUITS ZIPPER JAPAN TOUR 2023 -AUTUMN- The Parlor of FRUITS ZIPPER TOUR FINAL Part 1 Wydanie C: 特典映像『「FRUITS ZIPPER JAPAN TOUR 2023 -AUTUMN- The Parlor of FRUITS ZIPPER TOUR FINAL」後編』 (Bonus Video – FRUITS ZIPPER JAPAN TOUR 2023 -AUTUMN- The Parlor of FRUITS ZIPPER TOUR FINAL Part 2 | - Wydany: 10 kwietnia 2024 - Dystrybucja: ASOBIMUSIC | Numer katalogowy: * Edycja limitowana (pierwsze wydanie A) – KLF-10002 * Edycja limitowana (pierwsze wydanie B) – KLF-10004 * Edycja limitowana (pierwsze wydanie C) – KLF-10006 * Edycja zwykła – KLF-10001 | [ 35 ] [ 36 ] |

## Wideografia

### Teledyski
| Tytuł                                                                                                  | Rok                            | Reżyser                        | Przy.  |                                                                |      |                                |        |
| --- | ------------------------------ | ------------------------------ | ------ | -------------------------------------------------------------- | ---- | ------------------------------ | ------ |
| Tytuł                                                                                                  | Rok                            | Reżyser                        | Przy.  | „わたしの一番かわいいところ” (Watashi no Ichiban Kawaiitokoro) | 2022 | ナカジマセイト (superbly inc.) | [ 37 ] |
| „RADIO GALAXY”                                                                                         | YUKARI (OBF TOKYO)             | [ 38 ]                         |        |                                                                | 2022 |                                |        |
| „世界はキミからはじまる” (Sekai wa Kimi kara Hajimaru)                                                 | ナカジマセイト (superbly inc.) | [ 39 ]                         |        |                                                                | 2022 |                                |        |
| „ハピチョコ” (Happy Chocolate)                                                                         | 2023                           | ナカジマセイト (superbly inc.) | [ 40 ] |                                                                |      |                                |        |
| „超めでたいソング〜こんなに幸せでいいのかな？〜” (ChouMedetai Song ~Konna ni Shiawase de Ii no kana?~) | 2023                           | ナカジマセイト (superbly inc.) | [ 41 ] |                                                                |      |                                |        |
| „ぴゅあいんざわーるど” (Pure in the World)                                                             | 2023                           | 吉川エリ                       | [ 42 ] |                                                                |      |                                |        |
| „キミコイ” (Kimikoi)                                                                                   | 2023                           | UBUNA (POPBORN)                | [ 43 ] |                                                                |      |                                |        |
| „NEW KAWAII”                                                                                           | 2024                           | 吉川エリ                       | [ 44 ] |                                                                |      |                                |        |
| „フルーツバスケット” (Fruits Basket)                                                                   | 2024                           | Yosuke Murachi                 | [ 45 ] |                                                                |      |                                |        |
| „かがみ” (Mirror)                                                                                      | 2025                           | Shota Nakano                   | [ 46 ] |                                                                |      |                                |        |
| „好き、お願い” (Click the Like)                                                                        | 2025                           | Riki Yasuno (FINDOUT)          | [ 47 ] |                                                                |      |                                |        |
| „KawaiiってMagic” (Kawaii tte Magic)                                                                   | 2025                           | Minori Nakada                  | [ 48 ] |                                                                |      |                                |        |
| „さん” (San)                                                                                           | 2025                           | Naokazu Mitsuishi              | [ 49 ] |                                                                |      |                                |        |

## Nagrody i nominacje
| Rok  | Ceremonia                                | Kategoria              | Nominowany                      | Rezultat | Przy.  |      |                     |                        |               |         |       |
| ---- | ---------------------------------------- | ---------------------- | ------------------------------- | -------- | ------ | ---- | ------------------- | ---------------------- | ------------- | ------- | ----- |
| Rok  | Ceremonia                                | Kategoria              | Nominowany                      | Rezultat | Przy.  | 2023 | Japan Record Awards | Najlepszy Nowy Artysta | Fruits Zipper | Wygrana | [ 2 ] |
| 2024 | Nagroda za Wybitną Pracę (Piosenki Roku) | New Kawaii             | Wygrana                         | [ 22 ]   |        |      | Japan Record Awards |                        |               |         |       |
| 2025 | MTV Video Music Awards Japan             | New Kawaii             | Best Breakthrough Video         | Wygrana  | [ 50 ] |      |                     |                        |               |         |       |
| 2025 | Music Awards Japan                       | Best Idol Culture Song | Watashi no Ichiban Kawaiitokoro | Wygrana  | [ 51 ] |      |                     |                        |               |         |       |